# Rant
Rant. La vida de un asesino (2007) es una novela de Chuck Palahniuk, que narra la vida de su protagonista Buster Landru "Rant" Casey, tras la muerte del propio personaje, a modo de pequeños retazos de conversación entre diversos personajes que hilan la historia directa o indirectamente.
El argumento del libro trata de narrar a posteriori la vida de un joven que nació con el sentido del gusto y el olfato muy desarrollado. Por si eso fuera poco, es conocido dentro de su pueblo como "Rant" (onomatopeya de una persona vomitando). Tiene cierta fijación con ser mordido por animales de todo tipo, lo que le provoca diversas enfermedades además de una adicción al veneno de arañas. 
Una vez abandonado Middleton, Buster se introduce en el mundillo de las "Choquejuergas", que son carreras de coches urbanas, donde desconocidos tratan de ganar puntos chocando su coche contra otros participantes que han caracterizado el vehículo tal y como se ha decidido esa noche (como un coche de recién casados, con un árbol de Navidad en el techo o con una bandera visible).
En la historia, tras narrar la muerte del personaje, se logra dar una vuelta de tuerca a la historia que va más allá del argumento de las choquejuergas y la transmisión de enfermedades venéreas, relacionado con la idea de supervivencia tras la muerte, viajes en el tiempo y reencarnación.

## Futuro
Durante el tour "Rant 2007", Palahniuk dijo que escribiría dos novelas más basadas en Rant, que serían editadas en 2011 y en 2013, pero que seguiría escribiendo otros libros entre ellas.